# Stazione di Long Biên
La stazione di Long Biên (in vietnamita: Ga Long Biên) è una stazione ferroviaria di Hanoi, la capitale del Vietnam. Si trova all'imbocco del Ponte Long Biên, sulla riva sud del Fiume Rosso.
La stazione serve le linee dirette verso il nord del paese e il golfo del Tonchino con convogli diretti a Đồng Đăng, Hai Phong, Lao Cai e Quán Triều, nella zona settentrionale di Thái Nguyên. La stazione è dotata di un unico binario ed è stata inaugurata nel 1902 durante la dominazione coloniale francese in contemporanea all'omonimo ponte. È stata oggetto di lavori di ristrutturazione nel 2019.
La stazione si trova nei pressi del Mercato Đồng Xuân.